# جسر تكوما ناروس

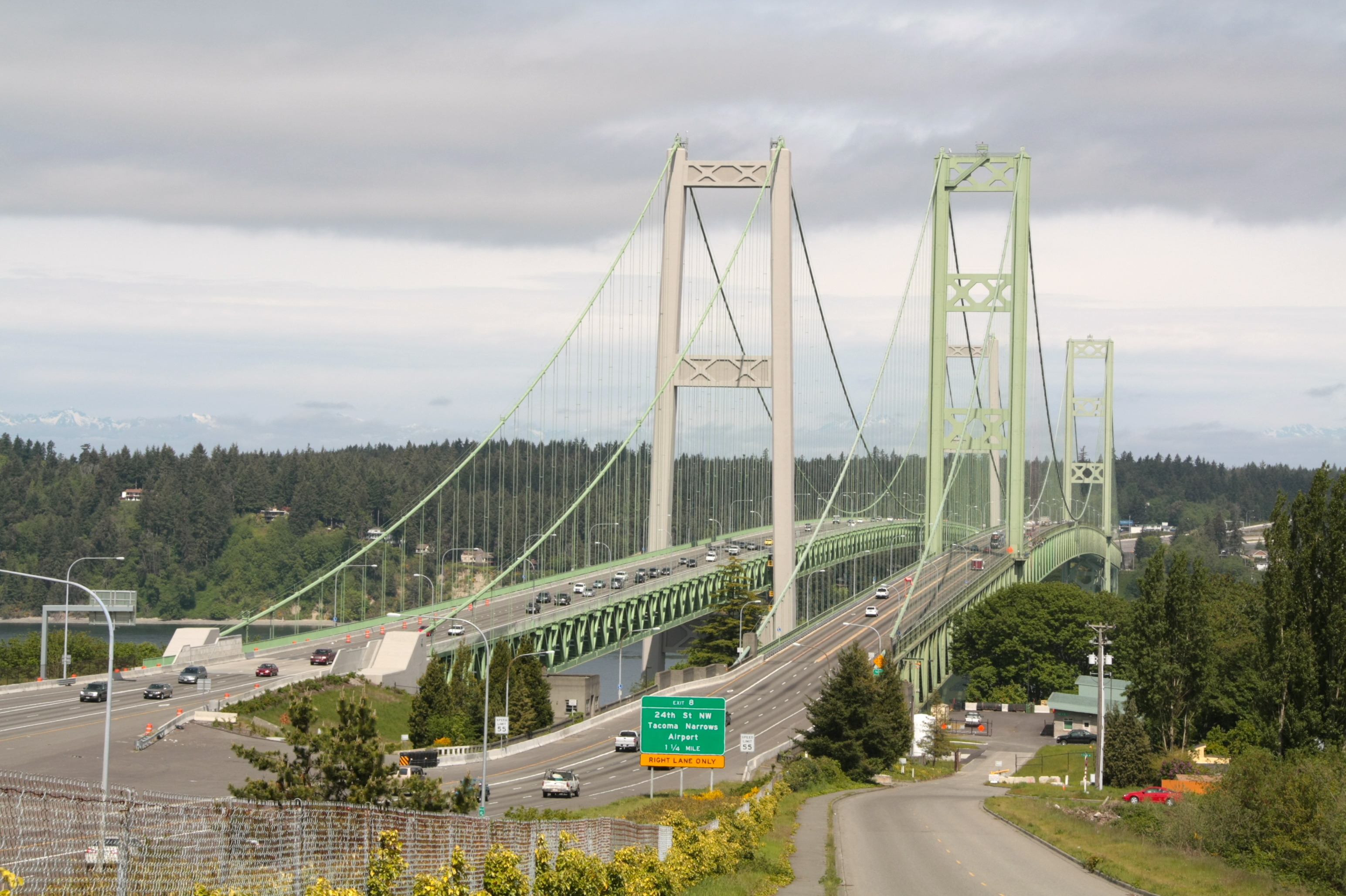
جسر تكوما ناروس من عام 2007 (يسار) والجسر القديم من عام 1950 (يمين)

جسر تكوما ناروس هو جسر معلق، بني في ولاية واشنطن الأمريكية فوق نهر تكوما وهو يربط تكوما بمرفأ جيغ في الغرب.
في الموقع تم حتى الآن بناء 3 جسور الأول في عام 1940 والذي تحطم بعد مدة قصيرة من بنائه. أما الثاني، بني في عام 1950 على أساس دراسات تخص حركة الجسر تحت التأثيرات المختلفة من زلازل وشدة رياح وخلافه. تلك العوامل هي التي أدت إلى تحطم الجسر الذي بني في عام 1940، قبل إجراء الدراسات الحركية. والثالث انتهى العمل به في عام 2007 والذي وجد لتخفيف من حركة المرور المتزايدة، اعتمد في بنائه على جميع الدراسات الحركية التي تتعلق بالتصميم ودراسة ميكانيكا المواد الصلبة اللمواد المستخدمة للبناء. ويُعتبر اليوم أحد أطول الجسور المُعلَّقة في العالم.

## جسر عام 1940
بني هذا الجسر بطول 853 متر ليكون ثالث أطول جسر معلق في العالم ولكن بعد أربعة أشهر من بنائه تحطم نتيجة ما يعرف بالرنين الميكانيكي.
ليون مويسيف هو مهندس هذا الجسر الذي يتألف من ممر في كل اتجاه للسيارات وكذلك للمشاة. وامتاز هذا الجسر بتصميم نحيف نوعاً ما يأخذ بالحسبان الحركة الخفيفة للسيارات في تلك المنطقة؛ وكان هذا الجسر شبيها نسبياً بجسر ردنكرشنر في مدينة كولن الألمانية.
هذه النحافة كانت من مسببات الانهيار حيث أدت إلى وزن خفيف ومرونة أقل. كذلك عدم مراعاة الشكل الخارجي وهبوب الرياح أدى إلى مقاومة ضعيفة للجسر في وجه الرياح، مما جعله يتأرجح بشدة حتى انتهي به الأمر إلى التحطم والانهيار.
فكان هذا الجسر يهتز كلما كان هناك رياح مما دفع بعض السكان إلى سلك طرق لتجنب المجازفة المتمثلة بعبور الجسر.

## الانهيار
في يوم 7 نوفمبر 1940 قطع أحد الحبال الفولاذية نتيجة رياح بلغت سرعتها 67 كلم/س.
عندها بدأ الجسر بالاهتزاز متناغماً مع موجات الرياح، وبعد 3/4 ساعة قطع حبل فولاذي آخر ليتحطم بعدها الجسر بعد أن تم إخلاء ركاب سياراتين. ولم يصب أحد نتيجة هذا الانهيار وكان أحد الأسباب الرئيسية أيضاً الرنين (تناغم الاهتزاز مع موجات الرياح) الناتج عن الرياح الشديدة حينها.

## بعد الانهيار
بعد 10 أعوام على سقوط الجسر تم بناء جسر آخر على قواعد القديم ولكن بمواصفات أفضل راعت تأثير الرياح بحيث تم تدعيم الأعمدة الرئيسية.
فيلم سقوط الجسر ما زال حتى اليوم من أهم المواد التعليمية لتوضيح تأثير الريح واهتزازاتها على الهندسة المعمارية. فكل الجسور الذي يتم بناؤها حالياً تتعرض لتجارب في المختبرات لقياس مدى قدرتها على مواجهة الرياح، وتسمى مختبرات قنوات الرياح.

## معرض صور

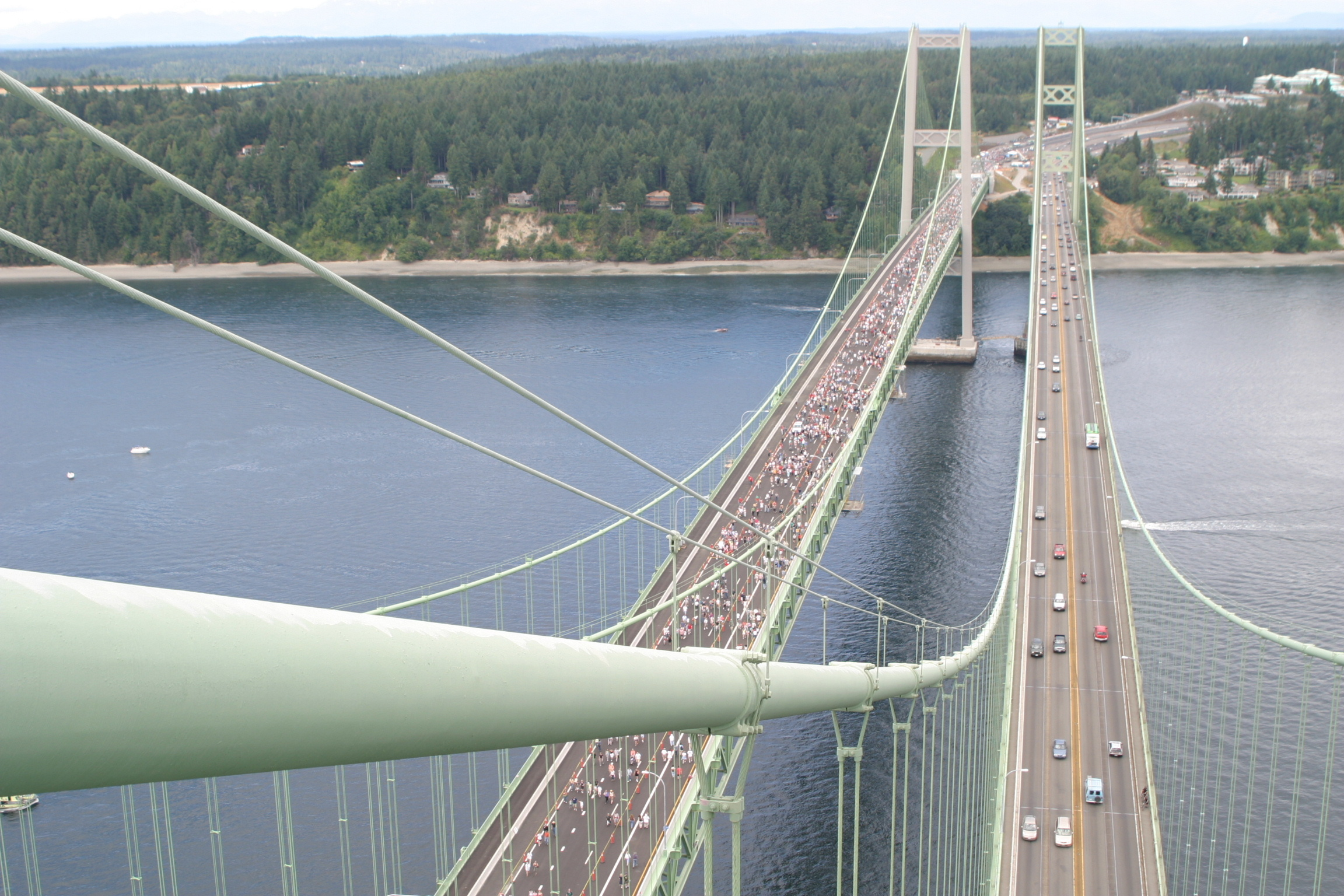
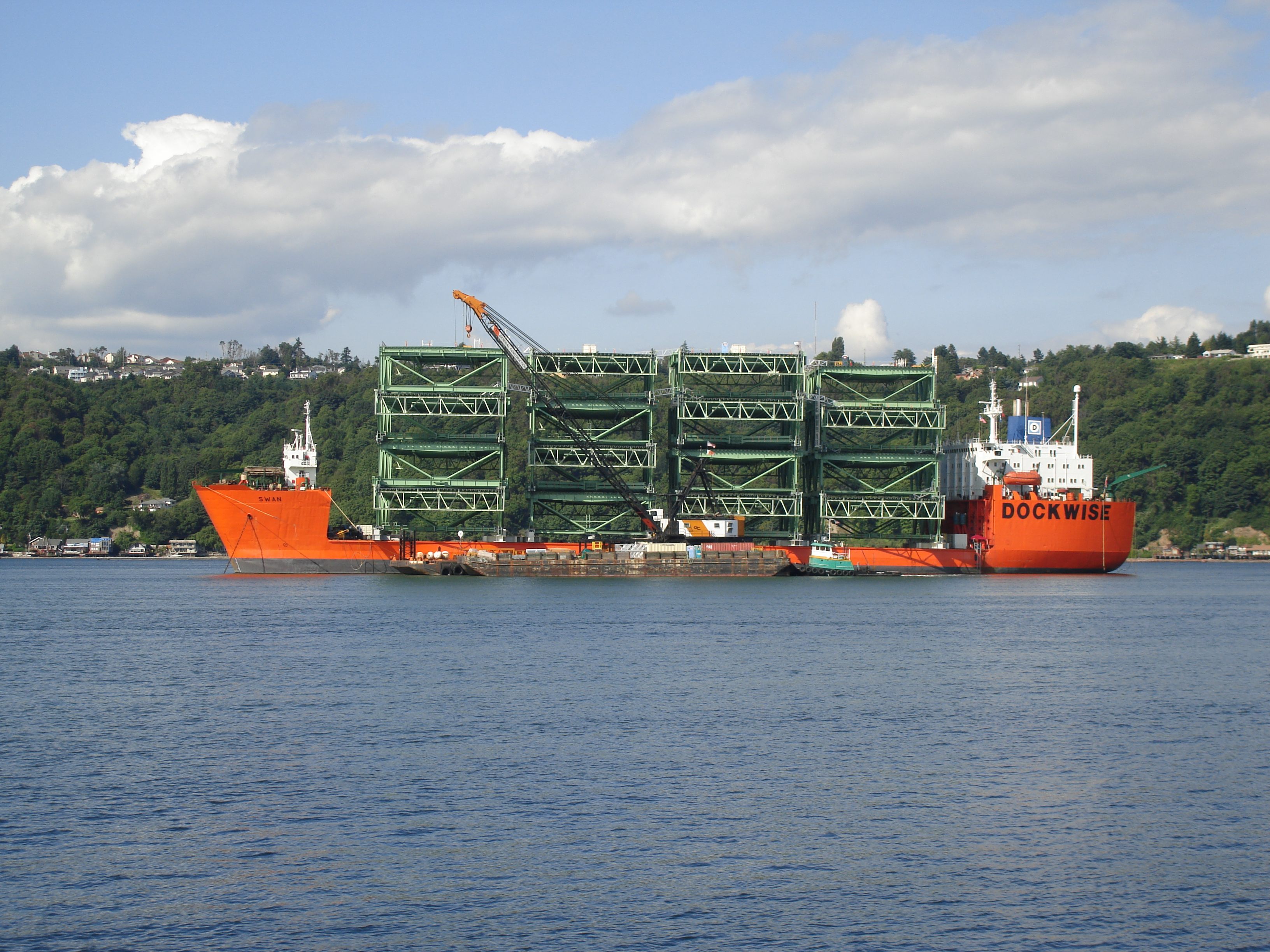
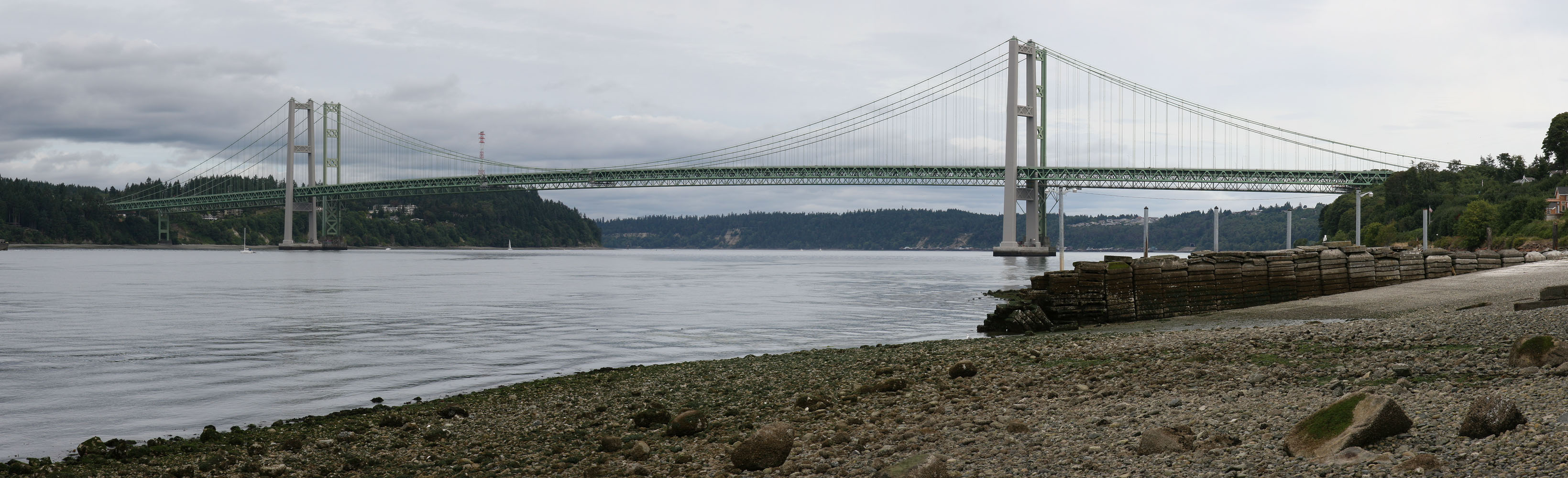